# Berlin-Lichterfelde
Lichterfelde ist ein Ortsteil im Berliner Bezirk Steglitz-Zehlendorf. Er ist geprägt von der Villenkolonie Lichterfelde, die in der zweiten Hälfte des 19. Jahrhunderts auf der Feldflur der alten Dörfer und Rittergüter Lichterfelde und Giesensdorf entstand.
In Lichterfelde befinden sich neben der Villenkolonie auch der Botanische Garten Berlin sowie der als „Prominentenfriedhof“ bekannte Parkfriedhof Lichterfelde. Auch Hauptstandorte des Bundesnachrichtendienstes und des Bundesarchivs sowie die Bundesanstalt für Materialforschung und -prüfung liegen im Ortsteil.

## Geographie

### Lage
Lichterfelde grenzt im Nordwesten an Dahlem, im Nordosten an Steglitz, im Westen an Zehlendorf und im Osten an Lankwitz sowie im Süden an Teltow und Großbeeren im benachbarten Bundesland Brandenburg.

### Struktur und Bebauung

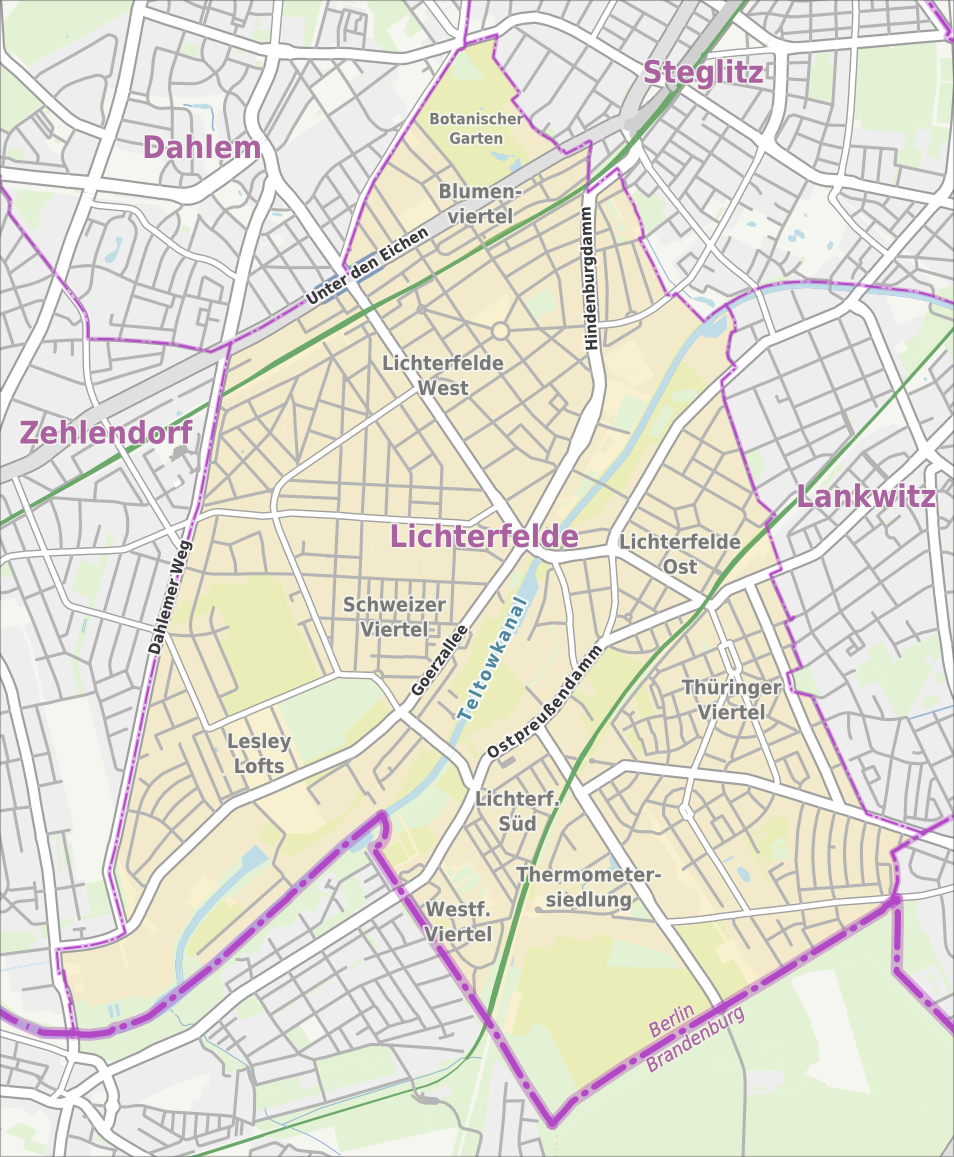
Übersichtskarte von Lichterfelde

#### Lichterfelde West

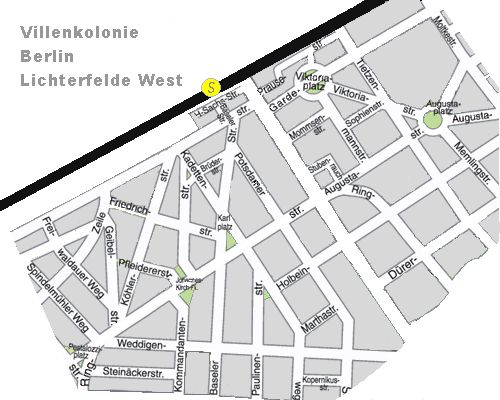
Lage der Villenkolonie in Lichterfelde West

Der größte Teil der Ortslage Lichterfelde West wird von der Villenkolonie Lichterfelde eingenommen. 1865 gründete der Unternehmer Johann Anton Wilhelm von Carstenn die Villenkolonie Lichterfelde und ließ auf eigene Kosten die Bahnhöfe Lichterfelde Ost (1868) und Lichterfelde West (1872) erbauen. Es ist als eines der ältesten Villenviertel Berlins bekannt. Herrschaftliche Villen im Stil des Historismus, große Gärten, kleine Alleen und gepflasterte Straßen prägen das Viertel. Ein Teil der Villenkolonie entstand auch um den Bahnhof Lichterfelde Ost, wo jedoch nur wenige der Villen den Zweiten Weltkrieg überlebten. Die Villen zeichnen sich durch eine große Vielfalt zum Teil phantasievoller Baustile aus, bis hin zu Jugendstilbauten, die um 1900 entstanden. Nach 1900 entwickelte sich Dahlem als weiteres Villenviertel und schloss Lichterfelde West an den Ortsteil Grunewald an.
Carstenn finanzierte dem preußischen Staat auch den Umzug der Preußischen Hauptkadettenanstalt in großzügige Gebäude an der damaligen Zehlendorfer Straße (seit 1933: Finckensteinallee). In der Zeit des Nationalsozialismus war dort die 1. SS-Panzer-Division Leibstandarte SS Adolf Hitler untergebracht. Nach 1945 nutzte die US Army unter dem Namen Andrews Barracks die Kasernenanlage. Seit den 1990er Jahren befindet sich dort unter anderem eine Zweigstelle des Bundesarchivs. Von 1880 bis 1920 hatte das Garde-Schützen-Bataillon seinen Standort ebenfalls in Lichterfelde West in der neuen Gardeschützenkaserne, die nunmehr Teile des Bundesnachrichtendienstes beherbergt.
Heute steht der Großteil der historischen Bausubstanz in Lichterfelde West unter Denkmalschutz. Um den Charakter der Gartenstadt zu wahren, ist mittlerweile auch das Bauen von Mehrfamilienhäusern und Mietshäusern in der Villenkolonie untersagt.
Lichterfelde West verzeichnete nach dem Umzug der Bundesregierung nach Berlin die höchste Steigerungsrate bei Immobilien- und Mietpreisen im ehemaligen West-Berlin und zählt heute zu den wohlhabendsten Wohngegenden der Stadt. Die erhaltene historische Bausubstanz steht inzwischen weiträumig unter Denkmalschutz. Seit dem Mauerfall profitiert die Villenkolonie wieder von der direkten S-Bahn-Verbindung nach Berlin-Mitte (Linie S1).
Julius Posener, der Architekt und langjährige Vorsitzende des Deutschen Werkbundes, der in Lichterfelde West aufwuchs, beschrieb die Villenkolonie so:

„Lichterfelde ist heute noch voll von kauzigen Häusern aller Art: Burgen, Miniatur-Palazzi, Schweizerhäuschen, Backsteinschlössern, in deren hohen, ein wenig düsteren Räumen alte Oberste, Staatssekretäre, Privatgelehrte ihr Wesen trieben, Erinnerung pflegten: Sammlungen, Memoiren […] Die Häuser haben sogar einen Geruch, den der Kenner als ‚lichterfelderisch‘ erinnert.“

Beispiele für Villen in Lichterfelde West
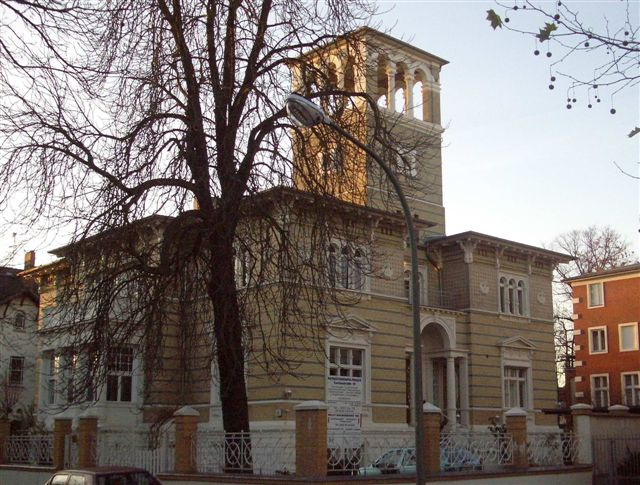
Villa Holzhüter in der Curtiusstraße
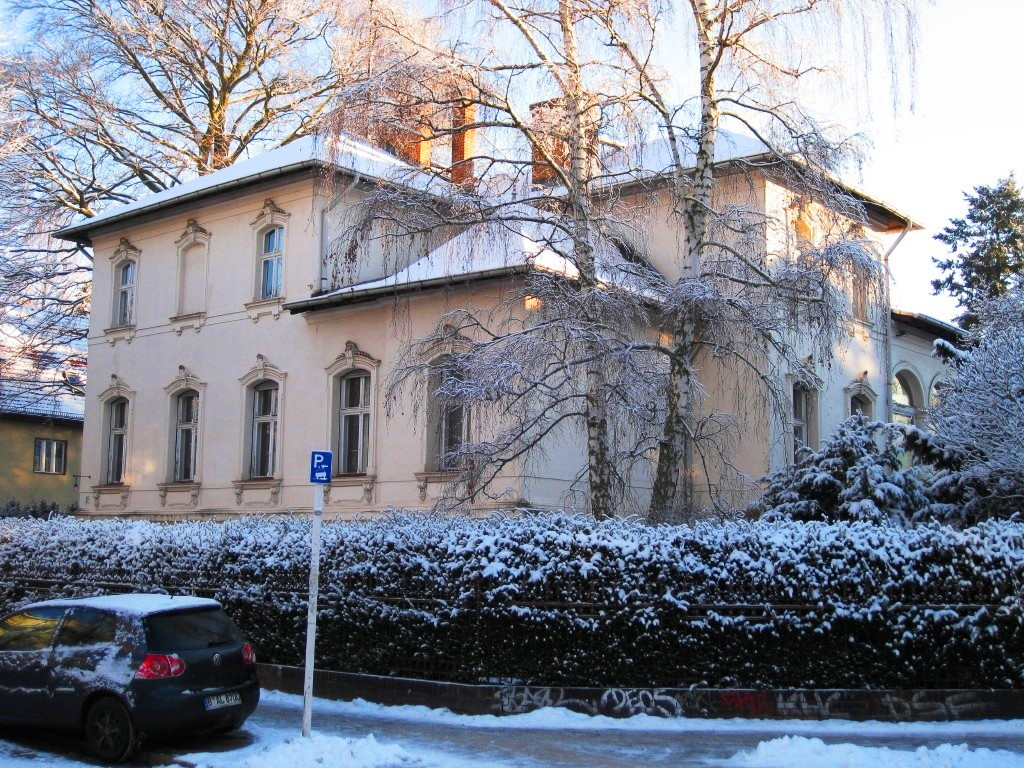
Villa in der Baseler Straße
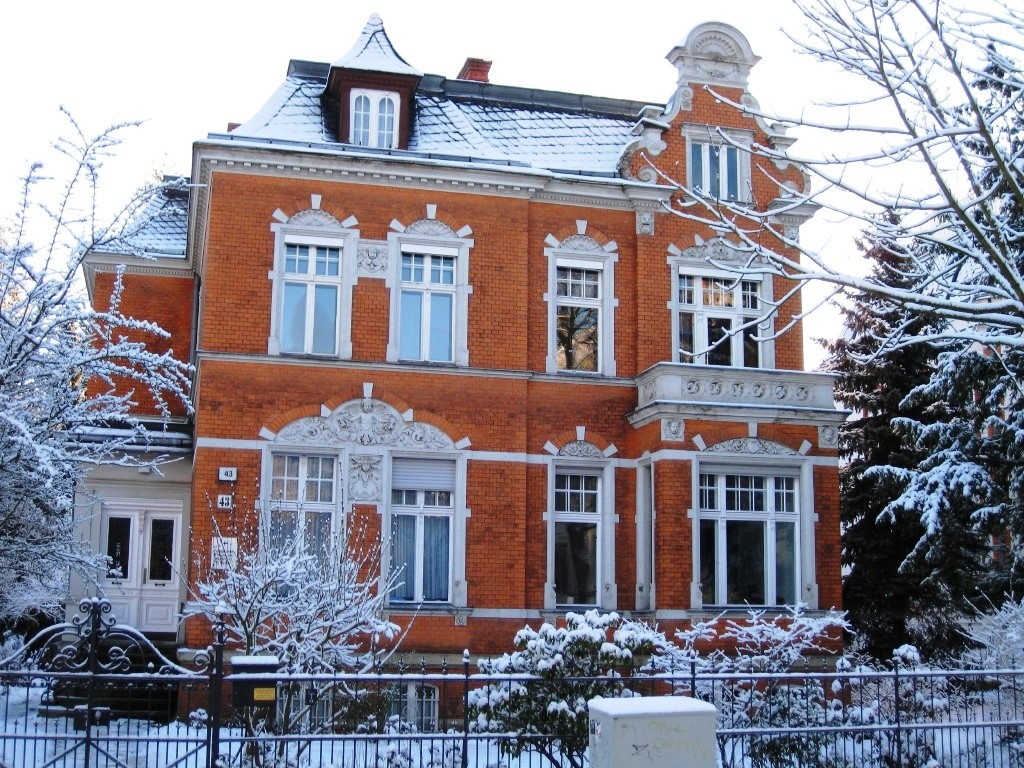
Villa in der Baseler Straße
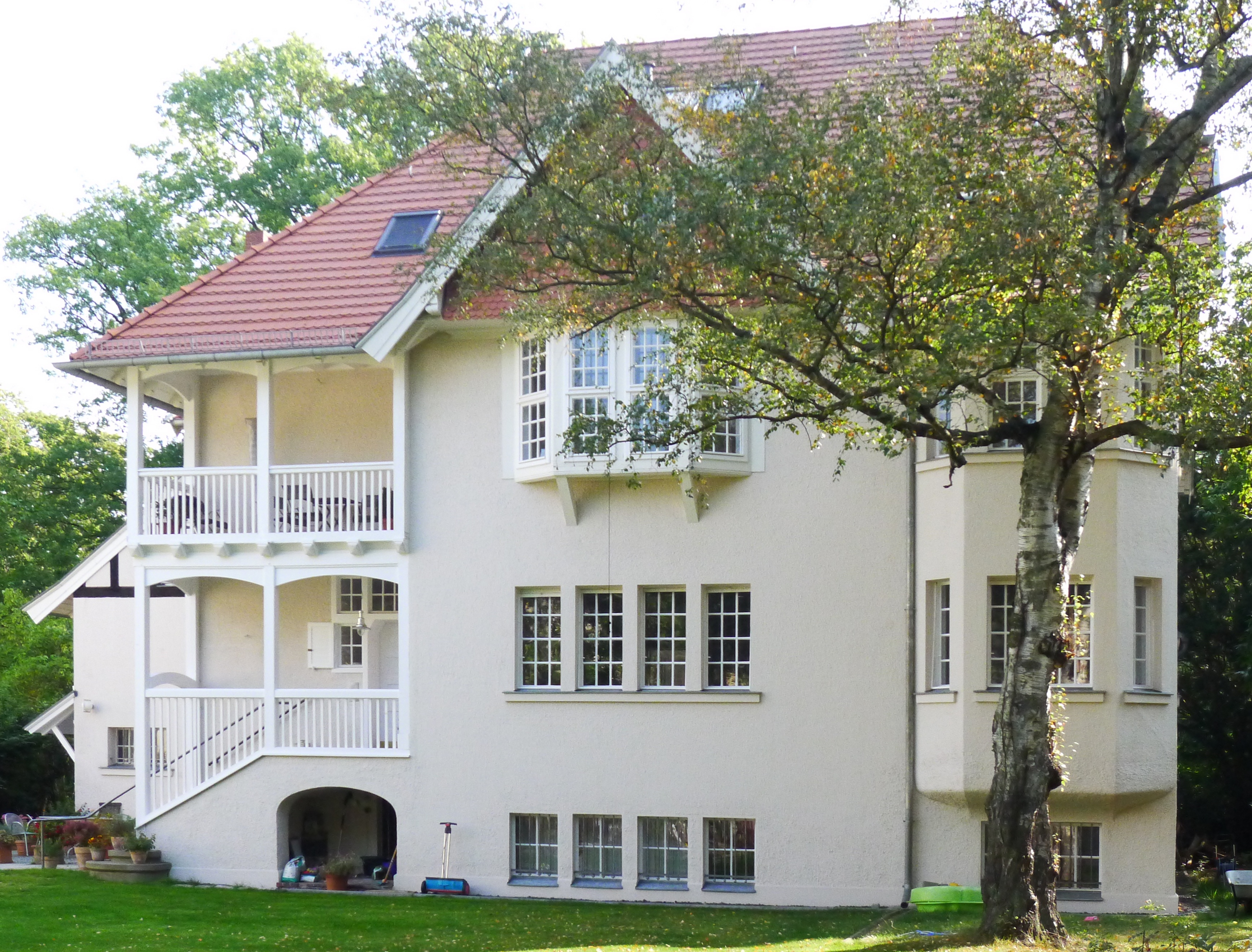
Villa in der Potsdamer Straße
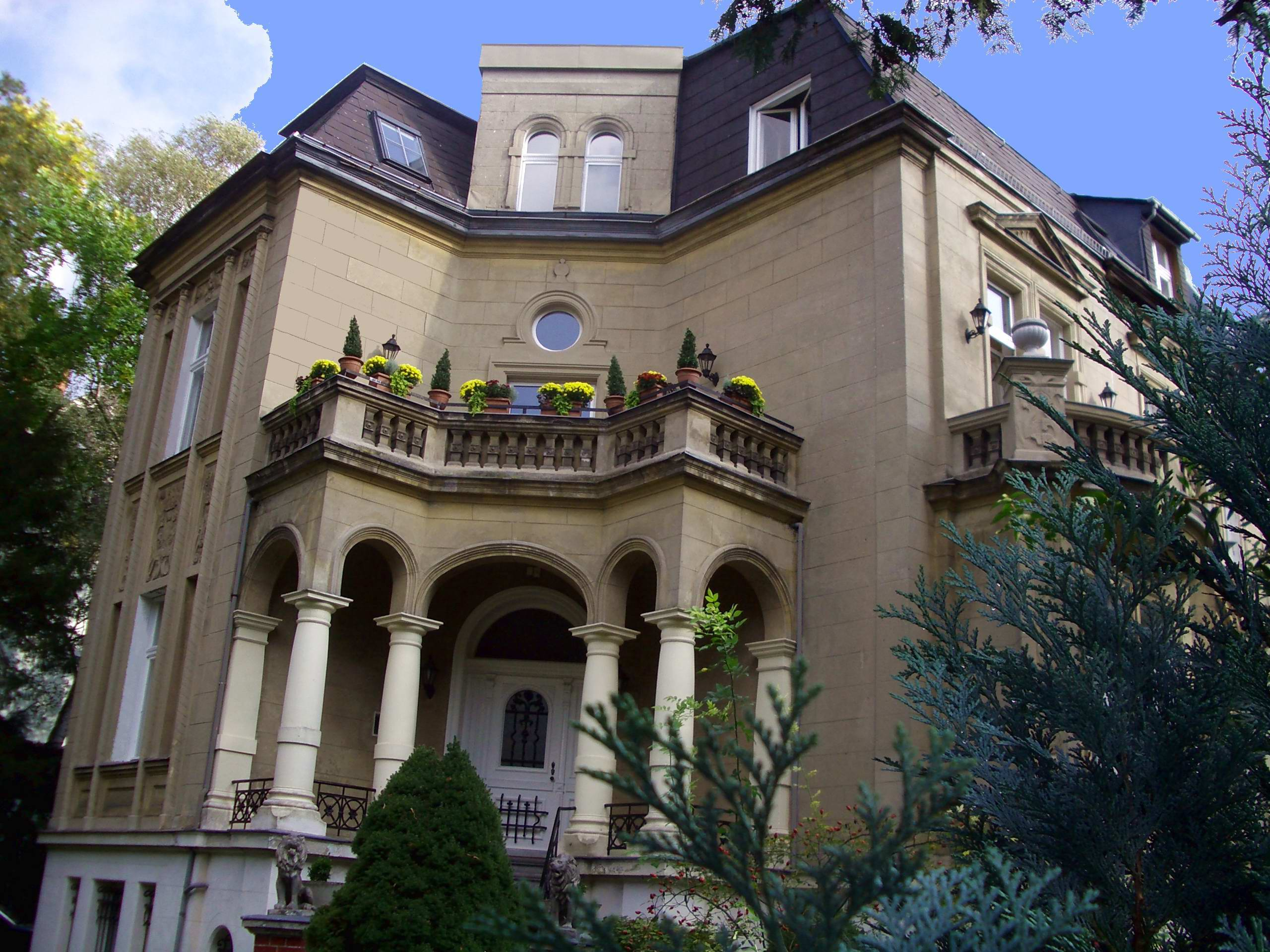
Villa im Kadettenweg
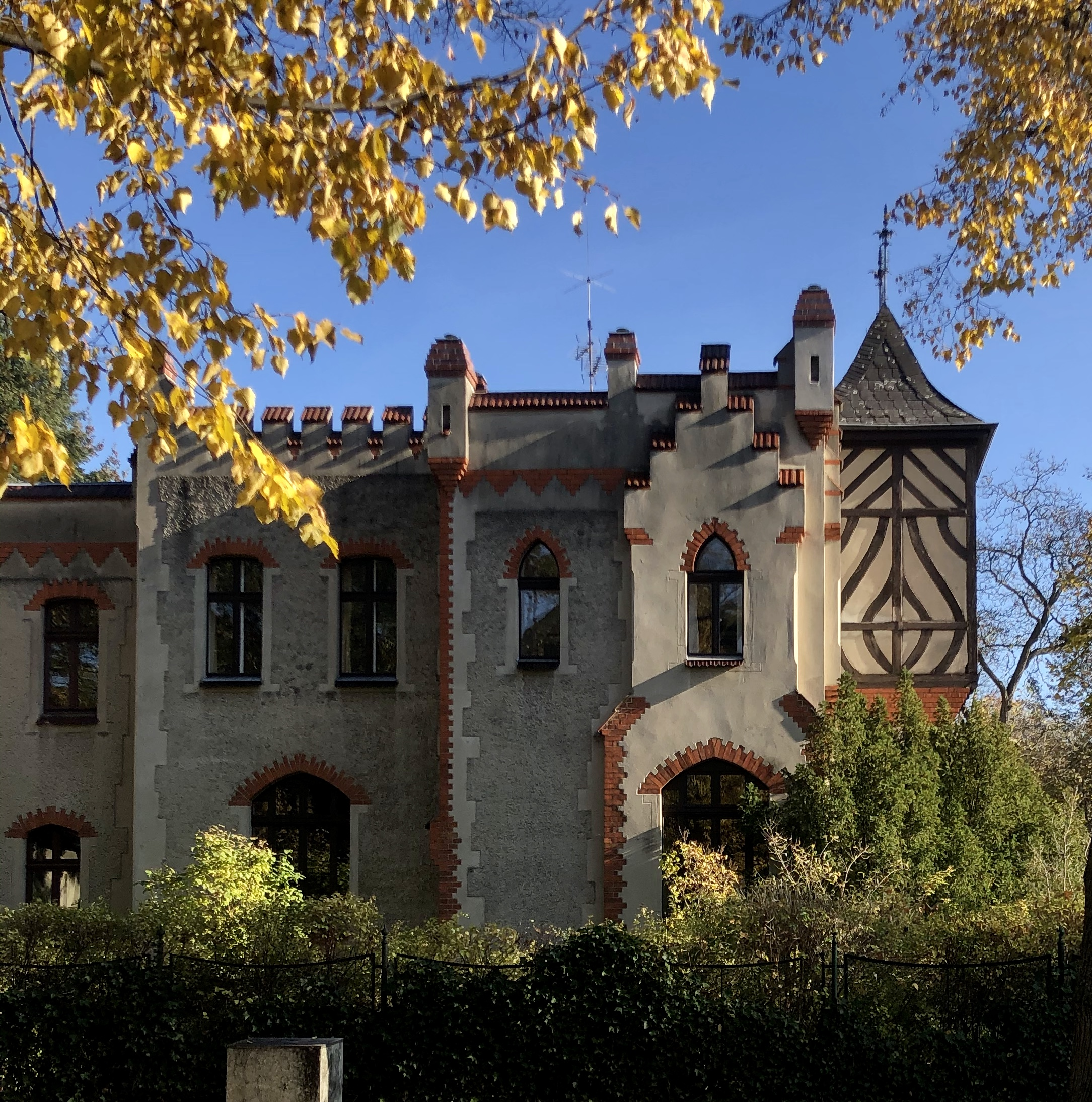
„Lilienthal-Burg“ im Neu-Tudorstil englischer Landhäuser
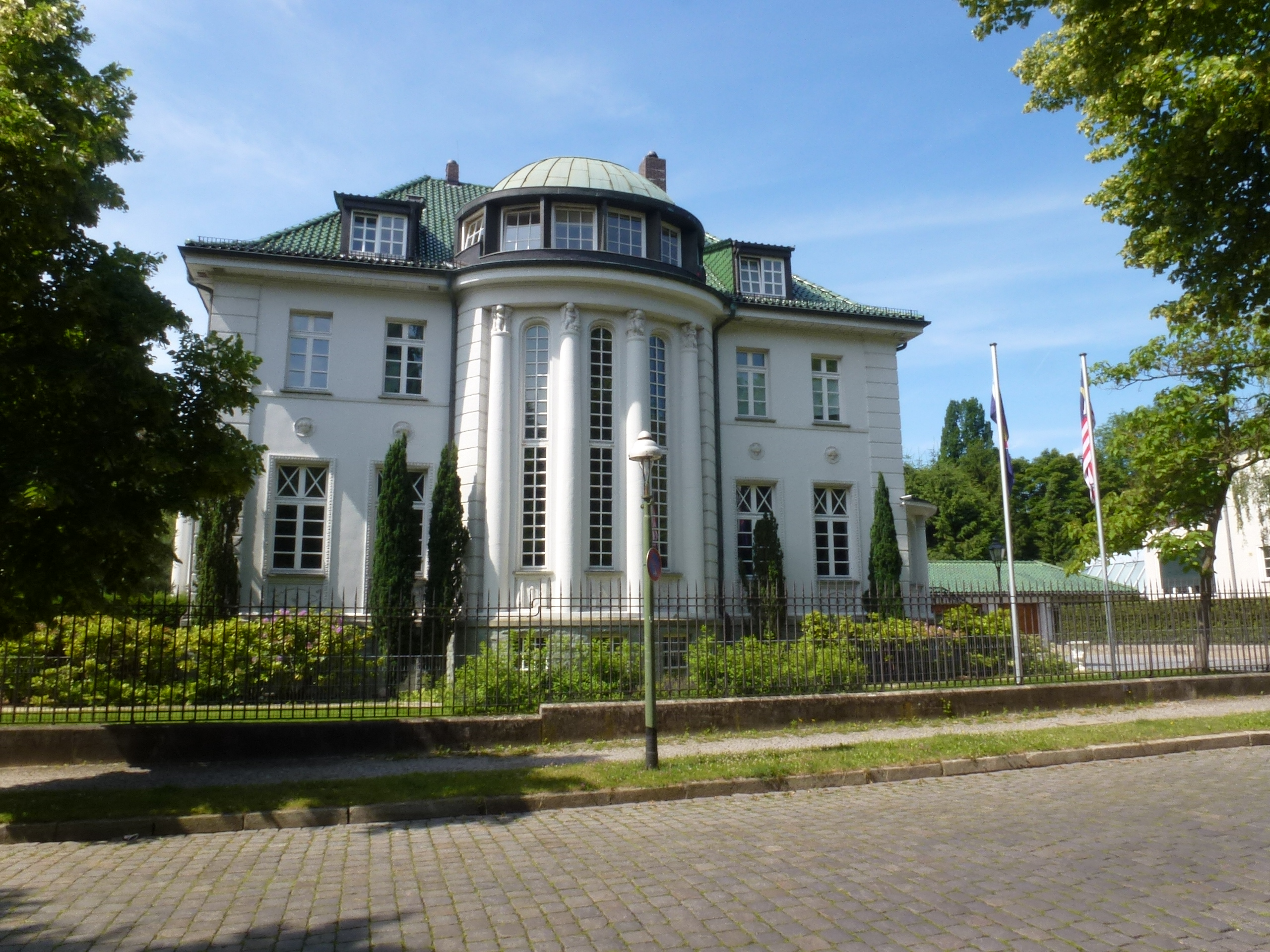
Villa in der Willdenowstraße

#### Lichterfelde Ost

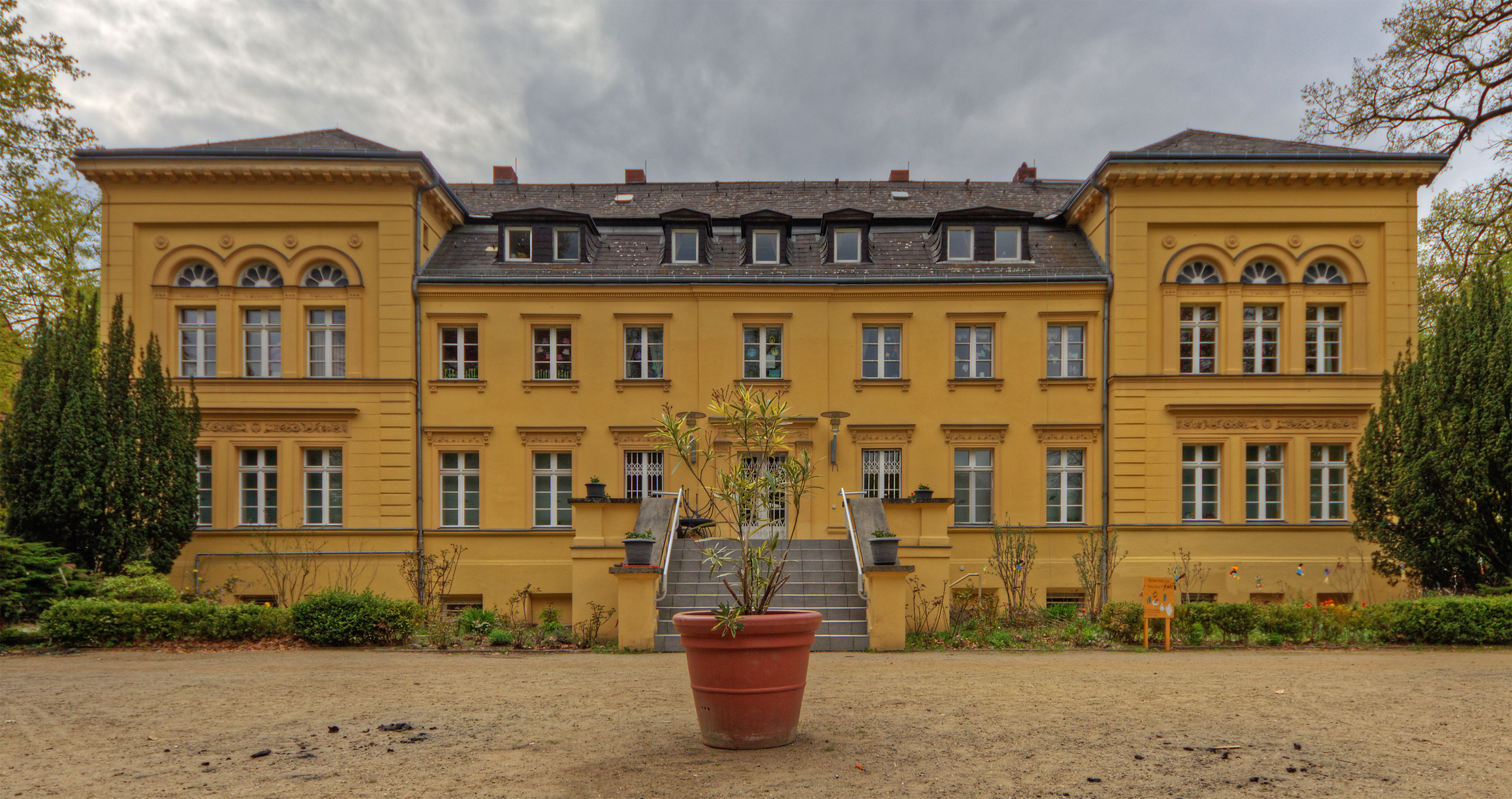
Gutshaus Lichterfelde am Hindenburgdamm

Lichterfelde Ost, das im Osten an den Steglitz-Zehlendorfer Ortsteil Lankwitz grenzt, war der ältere Teil der Villenkolonie und hat im Zweiten Weltkrieg starke Beschädigungen davongetragen. Insbesondere ursprünglich repräsentativ gestaltete Gartenanlagen um den Bäkefluss und den Teltowkanal fielen später Gewerbegebieten zum Opfer. Heute finden sich hier neben einigen erhaltenen Gründerzeitvillen vor allem Mietshäuser der Nachkriegsmoderne. Die alten Alleen sind weitestgehend intakt.
Die Gegend um den Kranoldplatz am Bahnhof Lichterfelde Ost ist das größte Geschäftszentrum des Ortsteils Lichterfelde. Hier finden sich das Einkaufszentrum LIO sowie kleinere Geschäfte und ein Wochenmarkt.
Das ehemalige Dorf Lichterfelde ist fast nur noch als Aufweitung des Hindenburgdamms im Bereich der Dorfkirche Lichterfelde nahe beim Gutshaus Lichterfelde zu erkennen.

#### Lichterfelde Süd

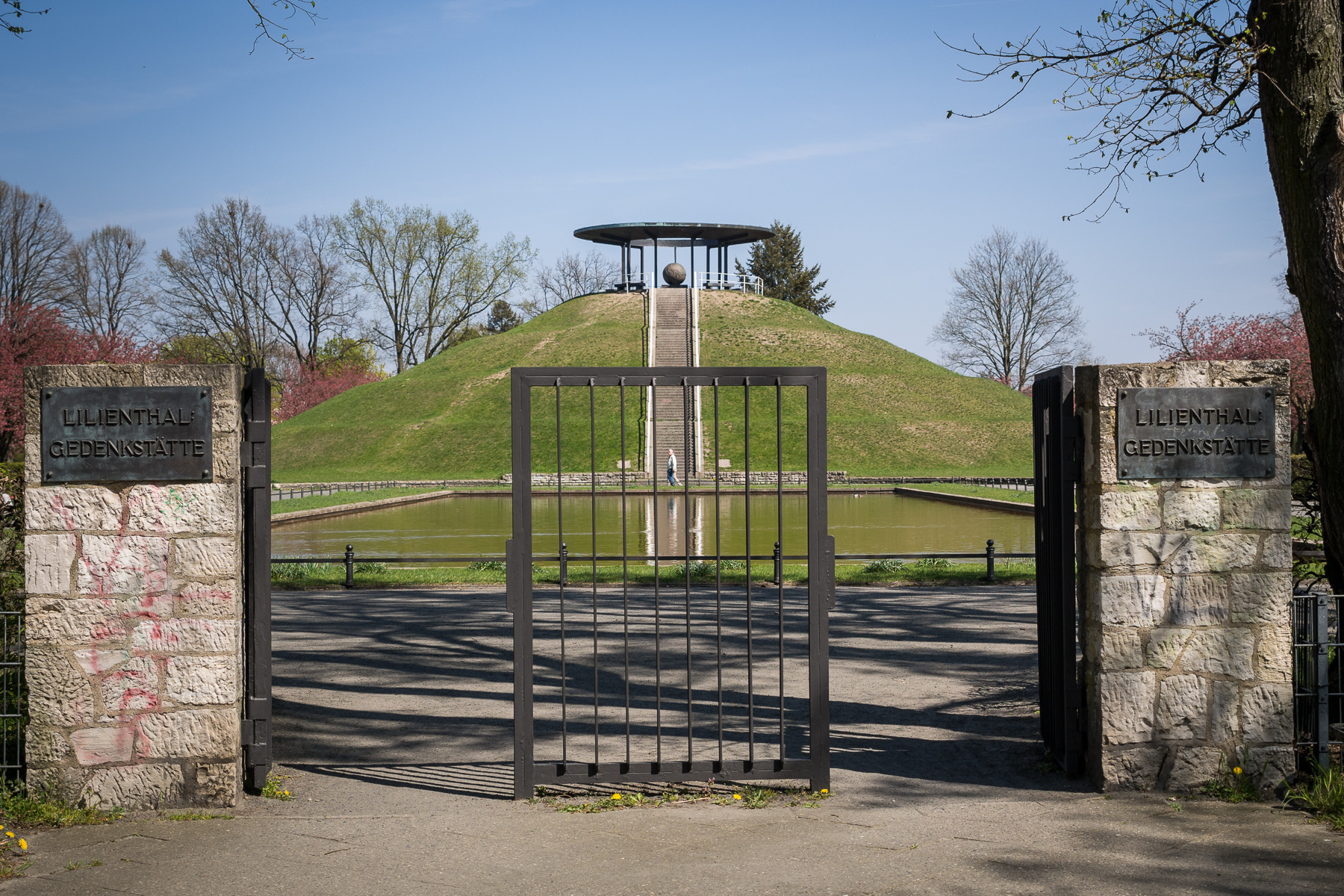
Lilienthal-Gedenkstätte in Lichterfelde Süd

In Lichterfelde Süd befindet sich die zwischen 1968 und 1974 erbaute Thermometersiedlung. Es handelt sich hierbei um eine Großwohnsiedlung mit Hochhaus-Bebauung in stark reduzierter Formensprache der Nachkriegsmoderne. Das Wohnviertel zwischen Osdorfer Straße und der Bahnstrecke Berlin–Halle unterscheidet sich in seiner Bevölkerungsstruktur von den übrigen Gebieten des Bezirks Steglitz-Zehlendorf und ist durch Haushalte mit deutlich geringerem Einkommen geprägt.
Ab voraussichtlich Oktober 2024 soll in Lichterfelde Süd auf dem ehemaligen US-Truppenübungsplatz Parks Range mit dem Bau des Stadtquartier Neulichterfelde begonnen werden. Geplant sind 2500 Wohnungen sowie Reihenhäuser auf einer Fläche von 39 Hektar.

### Gewässer
Von den ursprünglichen Wasserläufen und Gewässerflächen sind durch die Bebauung nur einige verblieben.
- Eichenteich im Botanischen Garten (Lage)
- Karpfenteich (Lage) am Königsgraben gelegen im Lilienthalpark.
- Johann-Baptist-Gradl-Grünzug (Lage)
- Schwatlograben (Lage)
- Limonenteich (Lage)
- Schilfluchgraben (Lage)
- Stangenpfuhl (Wasserrückhaltebecken) und Stangenpfuhlgraben (Lage)
- Südpfuhl (Lage)

## Geschichte

### 13. Jahrhundert: Erste Besiedelung

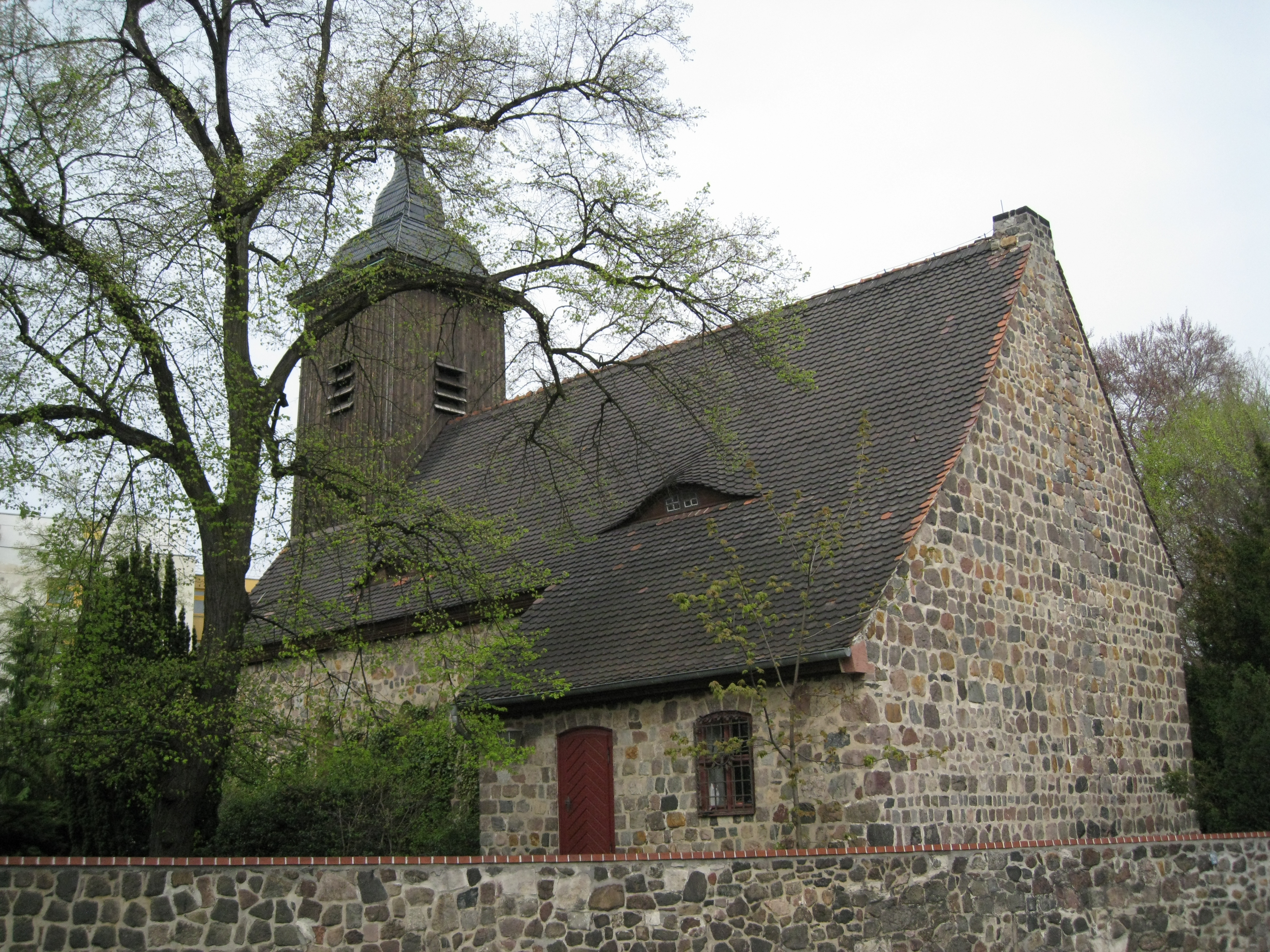
Dorfkirche Lichterfelde

Mit der Deutschen Ostsiedlung entstand in der ersten Hälfte des 13. Jahrhunderts (etwa um 1230) das Dorf, das vermutlich von flämischen Ansiedlern gegründet wurde. Dies spiegelt sich im Ortsnamen wider, der auf Westflämisch lichtervelde zurückzuführen ist (wie beispielsweise auch Lichtervelde in Flandern).
Lichterfelde wurde als Straßenangerdorf angelegt, mit einer Dorfkirche auf dem Anger, die als Gründung der Templer gilt. Sie bestand vermutlich nur aus Holz, denn die Bearbeitung des Feldsteinmauerwerks der heutigen Dorfkirche deutet auf die erste Hälfte des 14. Jahrhunderts. Sie wurde in der Folge mehrfach umgestaltet und erweitert. Die letzte große Umgestaltung fand zwischen 1939 und 1941 statt. Die Kirche wurde dabei romanisiert.
Im Jahr 1289 tauchte urkundlich ein Arnoldus de Lichterfeld auf; 1316 wurde Lichtervelde als Dorf genannt. Um 1375 wurden die von Britzkes als Inhaber diverser Rechte (Abgaben, Gerichtsbarkeit) erwähnt; ihr Einfluss endete 1692. Seitdem wechselte die Herrschaft über das Gut mehrfach innerhalb kurzer Zeit. Im Landbuch Karls IV. wurde Lichterfelde 1375 mit 39 Hufen erwähnt, von denen der Pfarrer drei hatte. Es gab einen Schulzen und eine (Wasser-)Mühle, aber der Krug lag wüst. 1450 wurden in Lichterfelde nunmehr 52 Hufe gezählt (vermutlich hat es eine Nachvermessung gegeben). Immer noch hatte der Pfarrer drei Pfarrhufen, und der Krug war inzwischen besetzt. Im Jahr 1536 erwähnte ein Dokument einen Wohnhof derer von Britzke und eine Windmühle.

### 19. Jahrhundert: Gründung der Villenkolonie und Landgemeinde Groß-Lichterfelde

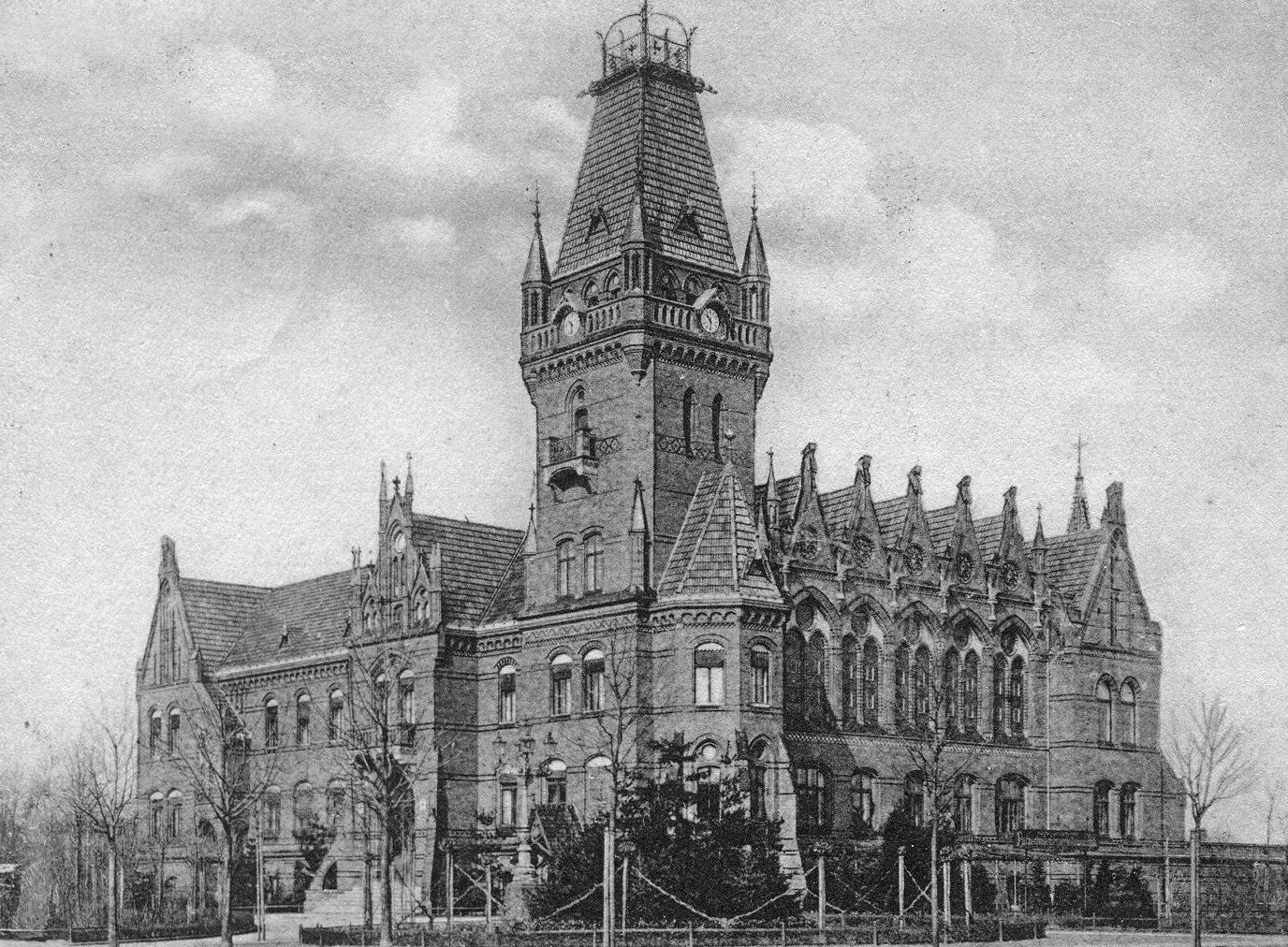
Das 1894 errichtete Rathaus Lichterfelde

Der Unternehmer Johann Anton Wilhelm von Carstenn erwarb 1865 die hoch verschuldeten Rittergüter Giesensdorf und Lichterfelde, um auf diesen Flächen die Villenkolonie Lichterfelde zu gründen, wo sich in der Folgezeit finanzkräftige Bürger, mittlere und höhere Beamte sowie viele Offiziere der Königlich Preußischen Hauptkadettenanstalt ansiedelten.
In den Jahren 1877/1878 vereinigten sich die Gutsbezirke Lichterfelde und Giesensdorf sowie die Gemeindebezirke von Lichterfelde und Giesensdorf zum Gemeindebezirk Groß-Lichterfelde. Die Dorfkirche Giesensdorf entstand wahrscheinlich um das Jahr 1250. Die Kirche wurde im Zweiten Weltkrieg stark zerstört. Beim Wiederaufbau wurde der hölzerne Glockenturm nicht wieder neu errichtet, sondern die Glocken wurden in einem Dachreiter untergebracht.
Von 1878 bis 1920 war Lichterfelde Sitz der Preußischen Hauptkadettenanstalt. Dorthin verkehrte ab 1881 die erste elektrische Straßenbahn der Welt, die Werner Siemens als „elektrische Eisenbahn“ bezeichnete. In Lichterfelde Süd liegt der Fliegeberg, von dem der Flugpionier Otto Lilienthal 1894 seine ersten Flugversuche mit selbstgebauten Gleitflugapparaten startete. Seit 1932 befindet sich dort eine Lilienthal-Gedenkstätte.
Durch die deutlich gestiegenen Einwohnerzahlen und um dem neuen Selbstbewusstsein von Groß-Lichterfelde gerecht zu werden, wurde bis 1894 das Rathaus Lichterfelde, das allerdings nach Zerstörungen im Zweiten Weltkrieg abgerissen wurde, errichtet. Zudem entstand von 1902 bis 1906 das Amtsgericht Lichterfelde, das heute in seiner Substanz erhalten ist und als Zweigstelle des Amtsgerichts Schöneberg genutzt wird. 
Im Verlauf der Bäke-Niederung wurde im Jahr 1906 der Teltowkanal eröffnet. Einige Jahre vorher, im Frühjahr 1897 wurde ein reich verzierter Holzpavillon der Berliner Gewerbeausstellung 1896 nach Lichterfelde umgesetzt; er wurde unter dem Namen Wiesenbaude als Ausflugsgaststätte überregional bekannt.
Die neugotische Nazareth-Kirche zu Ehren der Heiligen Familie entstand 1901. Die Lichterfelder Dorfaue war Standort eines weit bekannten und im Jahr 1898 enthüllten Standbildes von Kaiser Wilhelm I., gefertigt von Ernst Wenck, das – bedingt durch den Zweiten Weltkrieg verlagert – heute in der Zitadelle Spandau aufgestellt ist.
1912 wurde Groß-Lichterfelde in ‚Berlin-Lichterfelde‘ umbenannt und ist seit 1920 ein Teil von Groß-Berlin und gehörte als Ortsteil zum damaligen Bezirk Steglitz, der während der Teilung Berlins ein Teil des Amerikanischen Sektors war.
In den Jahren 1925–1929 wurde an der Straßenkreuzung Hindenburgdamm / Königsberger Straße unmittelbar gegenüber der bekannten Ausflugsgaststätte Wiesenbaude das große und markante Postamt Lichterfelde nach den Plänen von Postbaurat Robert Gaedicke gebaut

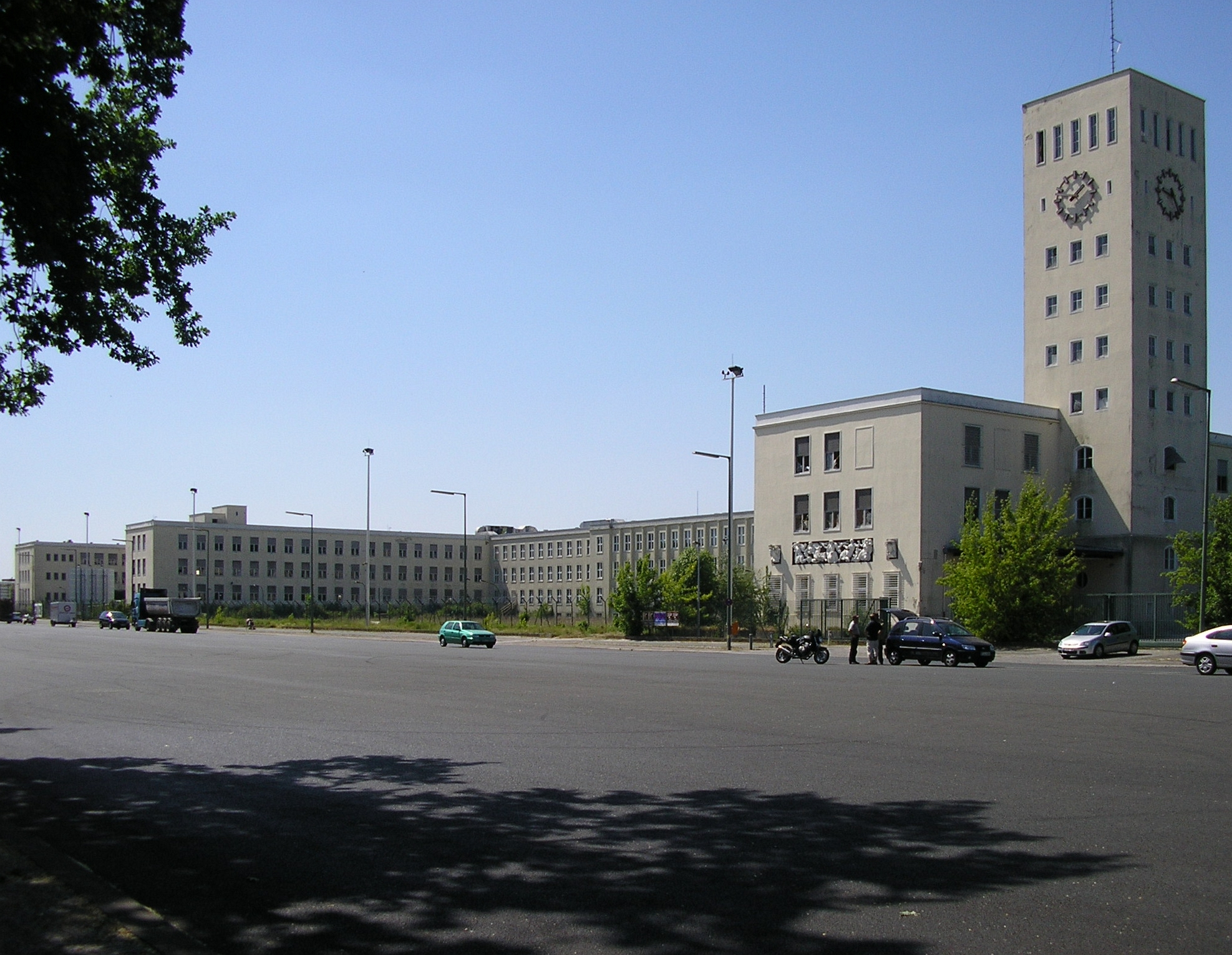
Blick vom Platz des 4. Juli auf das ehemalige Telefunkenwerk

### Ab 1930
In seinem Forschungslaboratorium für Elektronenphysik in Lichterfelde Ost, Jungfernstieg 19, heutige Villa Folke Bernadotte, gelang 1930 dem Physiker Manfred von Ardenne die weltweit erste elektronische Bildzerlegung und -wiedergabe mit zeilenweiser Abtastung über eine Photozelle und Wiedergabe auf einer Kathodenstrahlröhre. Die „Weltpremiere des elektronischen Fernsehens“ war auf der 8. Großen Deutschen Funkausstellung 1931 zu sehen.
Größtes Bauvorhaben der 1930er Jahre war, anfangs noch auf Zehlendorfer Gebiet westlich des Parkfriedhofs zwischen Osteweg und Goerzallee, das ab 1937 errichtete Telefunkenwerk Zehlendorf. Es war von 1938 bis 1945 Stammwerk und Unternehmenssitz der (ab 1941 alleinigen) AEG-Tochtergesellschaft Telefunken Gesellschaft für drahtlose Telegraphie. Der nach Plänen des Architekten Hans Hertlein bis 1940 errichtete Gebäudekomplex mit zuletzt 90.000 m² Nutzfläche (damalige Postanschrift: Zehlendorf; Vierter Ring/Osteweg) am heutigen Platz des 4. Juli sollte insgesamt 37 Berliner Telefunken-Standorte zusammenfassen. Die nach Kriegsende durch die amerikanische Besatzungsmacht beschlagnahmten Gebäude waren bis 1994 US-Kaserne (McNair Barracks). Das Bauensemble steht unter Denkmalschutz und wurde zu Loftwohnungen umgestaltet.
Die Berliner Gebietsreform mit Wirkung zum 1. April 1938 hatte zahlreiche Begradigungen der Bezirksgrenzen sowie einige größere Gebietsänderungen zur Folge. Der östliche Rand des Bezirks Zehlendorf wurde ab dem Dahlemer Weg zu Lichterfelder Gebiet.

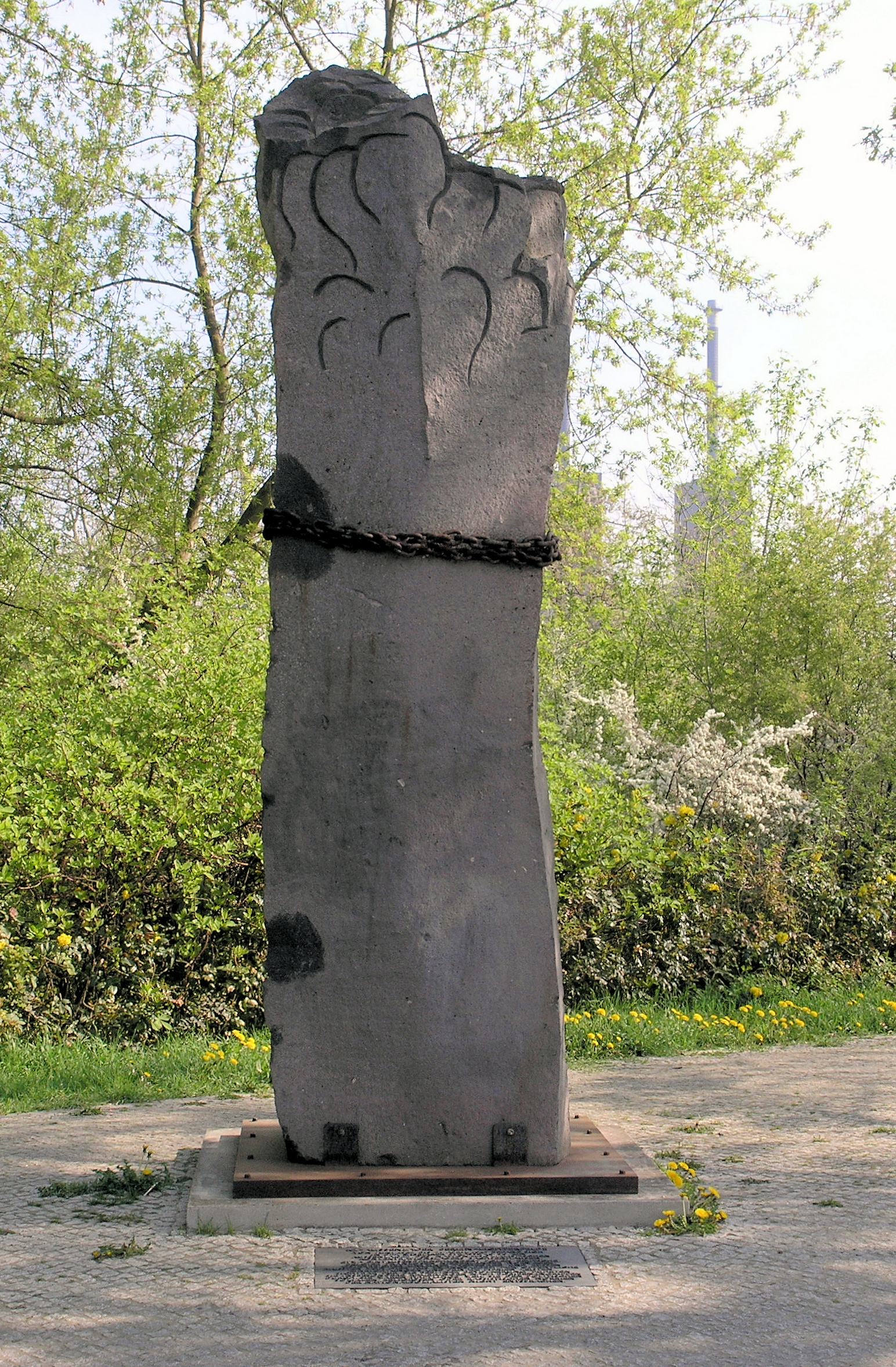
Mahnmal für das KZ-Außenlager Lichterfelde: die Säule der Gefangenen von Günther Oellers

Von Januar 1941 bis 1945 befand sich mit dem KZ-Außenlager Lichterfelde ein Außenlager des KZ Sachsenhausen in Lichterfelde. Das für 800 Häftlinge ausgelegte, jedoch mit bis zu 1.500 Männern belegte Lager befand sich an der Wismarer Straße in der Nähe des Teltowkanals, unweit der Wohnhäuser von SS-Offizieren der Leibstandarte SS Adolf Hitler, deren Kaserne die ehemalige Kadettenanstalt war. Mindestens 41 Menschen aus dem KZ-Außenlager Lichterfelde sind dort bzw. bei der Verrichtung der Zwangsarbeit zu Tode gekommen. Eine Säule des Erinnerns macht auf dieses Lager aufmerksam.
In Lichterfelde-Süd befand sich zwischen 1940 und 1945 auch das Kriegsgefangenenlager Stalag III D; davor war dort, auf dem Gelände südlich von Landweg und Reaumurstraße, ab 1938 ein Lager der Deutschen Reichsbahn für sudetendeutsche Arbeiter. Das Gelände wurde zwischen 1953 und 1994 von der U.S. Army als Truppenübungsplatz Parks Range genutzt.
In dem mit seinem hohen adeligen Bevölkerungsanteil lange deutschnational geprägten Lichterfelde West traf sich während der NS-Zeit der „Grafenclub“ der Widerstandsgruppe Kreisauer Kreis um Peter Graf Yorck von Wartenburg in dessen Wohnung in der Hortensienstraße 50.

## Bevölkerung
| Jahr | Einwohner |
| ---- | --------- |
| 1858 | 000.575 1 |
| 1871 | 000.989 2 |
| 1880 | 04.049    |
| 1890 | 08.745    |
| 1900 | 23.168    |
| 1910 | 42.513    |
| 1919 | 47.386    |
| 1930 | 56.794    |

| Jahr | Einwohner |
| ---- | --------- |
| 1938 | 66.011    |
| 1946 | 55.624    |
| 1950 | 60.341    |
| 1960 | 62.080    |
| 1970 | 67.081    |
| 1987 | 71.380    |
| 2000 | 76.819    |
| 2007 | 78.349    |

| Jahr | Einwohner |
| ---- | --------- |
| 2010 | 79.588    |
| 2015 | 82.567    |
| 2020 | 85.885    |
| 2021 | 85.613    |
| 2022 | 86.197    |
| 2023 | 85.793    |
| 2024 | 85.445    |

## Religion
Lichterfelde ist Verwaltungssitz des protestantischen Johanniterordens (Balley Brandenburg des Ritterlichen Ordens Sankt Johannis vom Spital zu Jerusalem) und Tagungsort der Ordenskommende. Daneben unterhält auch der Malteserorden ausgedehnte Liegenschaften in Lichterfelde. In der Promenadenstraße hat die Berliner Mennoniten-Gemeinde nebst dem Mennonitischen Friedenszentrum ihren Sitz.

## Sehenswürdigkeiten
Lichterfelde weist eine Reihe von Sehenswürdigkeiten überregionaler Bedeutung auf. Zu nennen ist die weitgehend geschlossen erhaltene Gartenstadt mit zahlreichen Baudenkmalen und die Zeugnisse der Industriekultur (Teltowkanal, Lilienthals Fliegeberg, weltweit erste Tram-Haltestelle Bahnhof Lichterfelde Ost, historische Gas-Straßenbeleuchtung, älteste Litfaßsäulen der Welt). Der Botanische Garten zählt zu den größten Europas.

### Bauwerke
- Villenkolonie Lichterfelde
- Gutshaus Lichterfelde mit Schlosspark, ehemaliges Gutshaus des Villenkoloniegründers von Carstenn mit geschütztem Park am Hindenburgdamm (auch bekannt als Carstenn-Schlösschen). Die ursprüngliche Inneneinrichtung ist zerstört, Teile der Gartenanlage sind erhalten und können besichtigt werden.
- Mietshäuser am Hindenburgdamm 127/128
- Villa Holzhüter
- Emisch-Haus
- Institut für Hygiene und Umweltmedizin
- Forschungseinrichtung für experimentelle Medizin
- Charité Campus Benjamin Franklin

### Denkmäler
- Fliegeberg und Otto-Lilienthal-Gedenkstätte in Lichterfelde Süd
- Otto-Lilienthal-Denkmal am Teltowkanal
- Büste Ignaz Semmelweis, Hindenburgdamm 30 (vor dem Haupteingang des Klinikums Benjamin Franklin)

### Museen und Kultureinrichtungen
- Steglitz-Museum
- Sammlung Achim Freyer
- Villa Folke Bernadotte
- Institut für Zeitgeschichte
- Botanisches Museum

### Kirchen
- Heilige-Familie-Kirche
- Johanneskirche
- Johann-Sebastian-Bach-Kirche
- Martin-Luther-Kirche
- Pauluskirche
- Petrus-Kirche
- St.-Annen-Kirche
- Dorfkirche Lichterfelde

### Friedhöfe
- Parkfriedhof Lichterfelde, nach einem Gartenarchitekturwettbewerb angelegter Friedhof, der sich in den 1920er Jahren zum Prominentenfriedhof entwickelte.[14]
- Friedhof Lichterfelde, denkmalgeschützter landeseigener Friedhof in der Moltkestraße
- Paulus-Friedhof um die Dorfkirche Lichterfelde
- Friedhof Lichterfelde-Giesensdorf um die Dorfkirche Giesensdorf

### Parks
- Gartenanlagen am Teltowkanal mit Teltowkanalweg
- Schlosspark Lichterfelde
- Lilienthalpark
- Landschaftsschutzgebiet Lichterfelde Süd[15]
- Lichterfelder Weidelandschaft Parks Range
- Botanischer Garten und Botanisches Museum Berlin, zählt mit einer Fläche von über 43 Hektar und etwa 22.000 verschiedenen Pflanzenarten zu den größten und bedeutendsten botanischen Gärten der Welt und ist der größte Kontinentaleuropas

### Plätze
Weiter finden sich in Lichterfelde viele kleine Plätze, die als Teil der Villenkolonien repräsentativ angelegt wurden.
- Karlplatz
- Augustaplatz, denkmalgeschützter Schmuckplatz mit Rosengarten in Lichterfelde West
- Marienplatz
- Paulinenplatz
- West-Bazar (Bahnhof Lichterfelde West)
- Kranoldplatz (Bahnhof Lichterfelde Ost)
- Dorfaue

## Wirtschaft und Infrastruktur

### Wirtschaft
Im südwestlichen Teil des Ortsteils befindet sich ein Gewerbe- und Industriegebiet, wo auch das Kraftwerk Berlin-Lichterfelde liegt, das große Teile des südlichen Berlin mit Fernwärme versorgt. Einzelhandelszentren befinden sich in den Umgebungen der S-Bahnhöfe Botanischer Garten, Lichterfelde West und Lichterfelde Ost. Weiter entsteht in Lichterfelde das FUBIC, ein Wirtschafts- und Wissenschaftszentrum der Freien Universität Berlin. Der Bezirk ist durch eine Vielzahl mittelständischer Betriebe und individueller Geschäfte geprägt.

### Verkehr

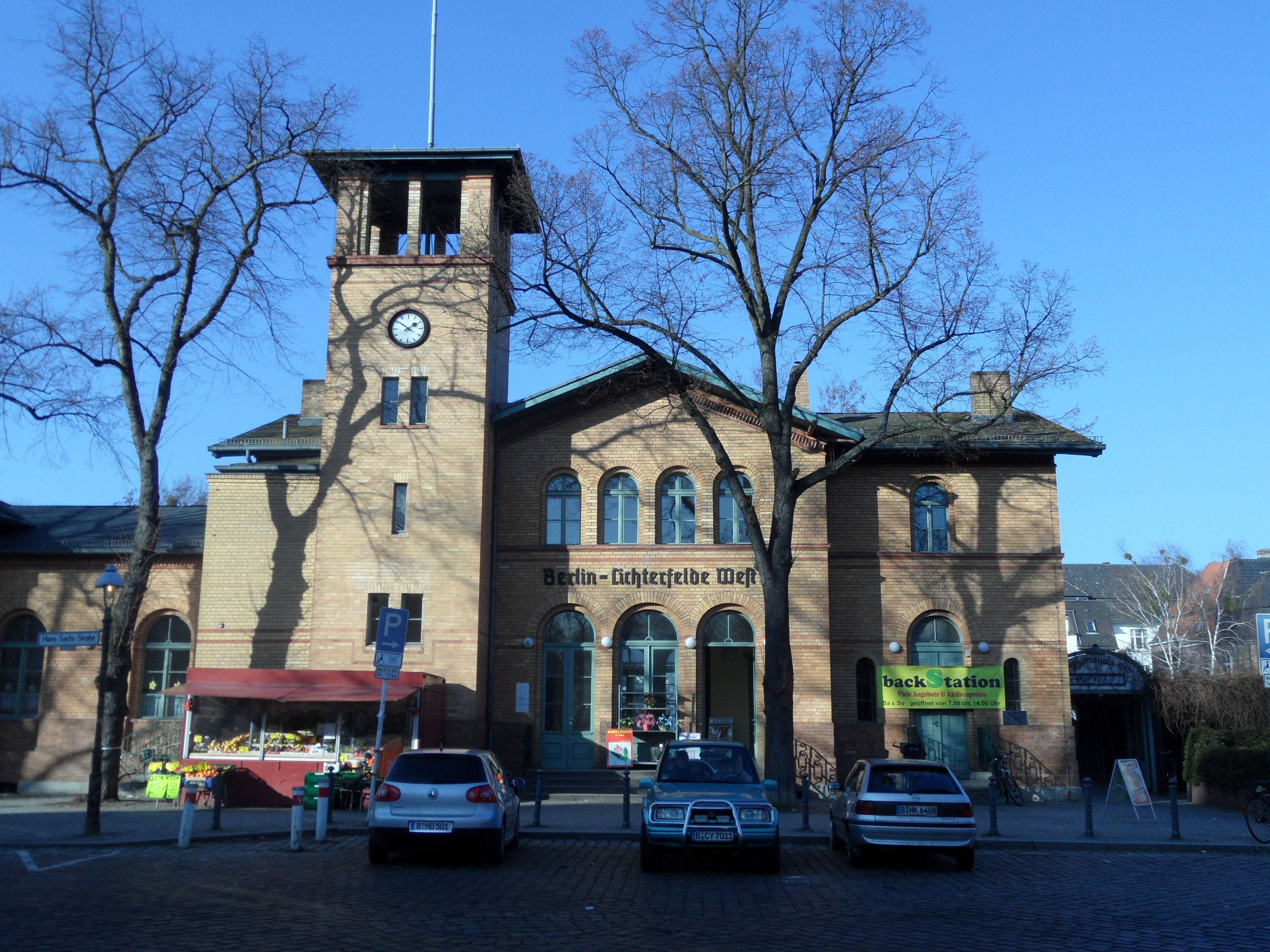
S-Bahnhof Lichterfelde West

Informationstafel zur ersten elektrischen Straßenbahn der Welt

Straßenbahndenkmal

Von der Hauptkadettenanstalt in Lichterfelde West verkehrte ab dem 16. Mai 1881 die erste elektrische Straßenbahn der Welt zum Bahnhof der Anhalter Bahn in Groß Lichterfelde Ost. Die von Werner Siemens und Johann Georg Halske konstruierte ‚Elektrische Eisenbahn‘ fuhr zunächst im Probebetrieb auf der zum Bau der Hauptkadettenanstalt genutzten Strecke, später dann im regulären Betrieb. Der Unternehmer Carstenn unterstützte das Unterfangen, versprach er sich doch durch die revolutionäre Entwicklung Publizität für die Villenkolonien und eine bessere Vermarktung der Grundstücke. Carstenn hatte zuvor die Bahnhöfe Lichterfelde Ost und 1882 Lichterfelde West finanziert, wie oben bereits ausgeführt.
Der öffentliche Nahverkehr wird durch S-Bahnen und Omnibusse bewältigt. Lichterfelde wird von der Wannseebahn sowie der Anhalter Bahn durchschnitten und ist damit an das Berliner Stadtzentrum angeschlossen. Es gibt fünf S-Bahnhöfe: Lichterfelde West (Linie S1), Botanischer Garten (S1), Lichterfelde Ost (S25, S26 und Regionalverkehr), Osdorfer Straße (S25 und S26) sowie Lichterfelde Süd (S25 und S26).
Die geplante Radschnellverbindung Teltowkanal-Route soll unter anderem durch Lichterfelde führen.

### Schulen (Auswahl)
- Goethe-Gymnasium, Gymnasium an der Drakestraße
- Lilienthal-Gymnasium, Gymnasium an der Ringstraße
- Bilinguale Schule Phorms Berlin Süd, Gymnasium (privat) an der Harry-S.-Truman-Allee
- Max-von-Laue-Oberschule (MVL) an der Dürerstraße
- Anna-Essinger-Gemeinschaftsoberschule am Tietzenweg

### Sport
Mehrere Sportvereine sind in Lichterfelde beheimatet, darunter der FC Viktoria 1889 Berlin, der in der Saison 2021/22 in der dritthöchsten deutschen Fußballspielklasse spielt, der TuS Lichterfelde Berlin und der TuS Lichterfelde Basketball.

## Persönlichkeiten

### Söhne und Töchter des Ortsteils
- Eduard Oskar Püttmann (1880–1936), Schriftsteller
- Eduard Spranger (1882–1963), Pädagoge und Hochschullehrer
- Walther Oehler (1888–1968), Konteradmiral der Kriegsmarine
- Otto Kühne (1888–1987), Generalleutnant der Wehrmacht
- Rolf Johannesson (1900–1989), Konteradmiral der Bundesmarine
- Klaus Tellenbach (1902–1985), Jurist
- Peter Huchel (1903–1981), Schriftsteller
- Gerd Tellenbach (1903–1999), Historiker
- Hasso von Boehmer (1904–1945), Oberstleutnant im Generalstab der Wehrmacht, ermordeter Widerstandskämpfer vom 20. Juli 1944
- Julius Posener (1904–1996), Architekturhistoriker
- Alexander Ott (1908–1978), Schriftsteller
- Friedrich von Stülpnagel (1913–1996), Leichtathlet, Oberst der Bundeswehr
- Waltari Bergmann (1918–2000), Heimatforscher und Schriftsteller
- Inge von der Ropp (1919–1989), Architekturfotografin
- Günther Scholz (1919–2003), Journalist
- Bully Buhlan (1924–1982), Sänger
- Hans-Joachim Meyer-Rienecker (1930–2014), Neurologe und Hochschullehrer
- Linde von Keyserlingk (1932–2020), Familientherapeutin und Autorin
- Klaus Borrmann (* 1936), Forstmann
- Bettina Wegner (* 1947), Liedermacherin
- Dellé (* 1970), Musiker
- Susanne M. Riedel (* 1971), Autorin, Komikerin und Vorleserin
- Oliver von Dobrowolski (* 1976), Polizeibeamter, Aktivist und Autor
- Nils Seethaler (* 1981), Kulturanthropologe
- Samra (* 1995), Rapper

### Mit Lichterfelde verbundene Persönlichkeiten
- Johann Albrecht von Bülow (1708–1776), General, Besitzer des Gutes Lichterfelde
- Nikolaus von Béguelin (auch: Nicolas von Lichterfelde; 1714–1789), Eigentümer des Gutes Lichterfelde
- Otto Lilienthal (1848–1896), Flugpionier, Flugversuche auf dem Fliegeberg in Lichterfelde
- Gustav Lilienthal (1849–1933), Architekt von Bauten in der Villenkolonie Lichterfelde
- Otto Morgenstern (1860–1942), Lehrer am Schiller-Gymnasium, Gemeindevertreter, lebte in der Söhtstraße 2 (Stolperstein)[17]
- Erich Kips (1869–1945), Maler, lebte in Lichterfelde
- Lydia Rabinowitsch-Kempner (1871–1935), Bakteriologin, erste Professorin Berlins, lebte in der Villenkolonie Lichterfelde[18]
- Maximilian Beyer (1872–1937), katholischer Pfarrer in Lichterfelde
- Arthur Werner (1877–1967), erster Oberbürgermeister Berlins nach dem Zweiten Weltkrieg, lebte in Lichterfelde
- Otto Dibelius (1880–1967), Bischof, lebte in Lichterfelde
- Hedwig Thöne (1887–1962), Pädagogin, lebte in Lichterfelde
- Max Kaus (1891–1977), Maler und Grafiker, lebte in Lichterfelde
- Sebastian Haffner (1907–1999), Publizist und Schriftsteller, besuchte in Lichterfelde die Schule
- Achim Freyer (* 1936), Regisseur, Sammler mit Stiftung in Lichterfelde
- Götz George (1938–2016), Schauspieler, besuchte in Lichterfelde die Schule
- Wolfgang Gern (* 1951), Vorstandsvorsitzender der Diakonie Hessen, in Lichterfelde aufgewachsen
- Peter Fox (* 1971), Musiker, in Schönow aufgewachsen
- Richard Kropf (* 1979), Drehbuchautor und Schauspieler, in Lichterfelde aufgewachsen
- Bass Sultan Hengzt (* 1981), Rapper, in Lichterfelde aufgewachsen
- Fler (* 1982), Rapper, in Lichterfelde aufgewachsen
- Jalil (* 1987), Rapper, in Lichterfelde aufgewachsen